# Extrema dreta a França
L'extrema dreta a França és una noció abstracta associada a una part de la classe política francesa, en evolució des de la Revolució francesa fins als nostres dies. Per la historiadora Ariane Chebel de Appollonia, « el terme ha estat aplicat a tantes opinions i programes polítics diferents que un significat clar i acceptat per tots és aleatori».
Més enllà d'aquesta diversitat, es poden tanmateix retenir alguns trets recurrents de l'extrema dreta francesa, sovint oposada al règim republicà : una dreta que rebutja les institucions governamentals o constitucionals, tramesa en causa del conjunt de les institucions civils, administratives, socials, econòmiques i religioses. Condemnant tant el materialisme, com el capitalisme, i el col·lectivisme, el seu objectiu a la llarga és la instauració d'un ordre nou, polític, social, econòmic, de vegades cultural i religiós.
Però en el si de l'extrema dreta francesa es poden trobar corrents tant religiosos i com ateus, liberals o rigoristes... Segons Ariane Chebel de Appollonia, « L'extrema dreta només pot ser percebuda en funció d'una època i dels problemes posats a un moment particular de la història, tant és cert que una força política és un reflex d'una filosofia política que testimonia l'estat de la societat. » L'extrema dreta francesa no escapa a aquesta regla. En efecte, diversos corrents polítics s'hi són classificats en el transcurs de la història de França : boulangisme, nacionalisme, feixisme, populisme… cadascun tenint la seva pròpia doctrina i els seus propis modes d'acció, de vegades similars, de vegades totalment oposats.

## Ideologia
La majoria dels moviments d'extrema dreta són anticomunistes.
Els moviments d'extrema dreta a Europa són sovint acusats de racisme i de xenofòbia en raó de la seva hostilitat general a la immigració i a les posicions obertament racistes reivindicades per alguns d'entre ells. Divideixen l'odi d'un enemic comú, una víctima expiatòria que ha anat canviat en el transcurs del segle XX : el jueu al començament del segle XX, l'immigrat dels nostres dies, el que és teoritzat per la tesi conspiracionista del Gran reemplaçament, desenvolupada per Renaud Camus, i el seu corol·lari la remigració, és a dir l'expulsió per la força o per la por de «l'estranger». Segons Jean-Yves Camus, especialista de l'extrema dreta, «L'estranger» té sobretot els trets del musulmà. La islamofòbia es troba «al cor del programari ideològic » de gairebé cadascun dels activistes d'ultra-dreta.». Però l'odi de l'extrema dreta no s'atura amb la immigració. També s'estén igualment a les institucions, a « l'Establishment », a la « classe política ». El tot conjugat a « una fascinació per la violència » i un « virilisme » oposat al feminisme i a l'homosexualitat, considerats com « trets », « símptomes de la decadència de les societats occidentals orquestrada pels seus propis dirigents ». Hi ha de grans matisos als diferents corrents. L'antisemitisme de neofeixistes com Yvan Benedetti no és compartit per tots els partits d'extrema dreta, com tampoc ho és el monarquisme de l'Acció francesa de Charles Maurras o el survivalisme de l'Acció de les forces operatives (AFO).
Segons Jean-Yves Camus i Nicolas Lebourg, un altre especialista de l'extrema dreta, els atemptats de París de novembre 2015 i el del 14 de juliol de 2016 a Niça han servit de catalitzador a certs groupuscules d'extrema dreta qui es consideren en guerra, una part d'entre ells volent recórrer a la violència. Per Marion Jacquet-Vaillant, doctora en ciència política, « a partir de 2015, la figura de l'immigrant, qui era assimilada a aquella del prove, ara és associada a aquella de l'islamista. » Una franja de l'extrema dreta és decebuda pel programa del Reagrupament nacional « per qui d'ara endavant tot individu pot esdevenir francès a condició d'assimilar-se », i per Jean-Yves Camus « queden ethno-diferencialistes i consideren que certes poblacions, en raó del seu origen ètnic o de la seva religió, no són assimilables a la nació francesa », tal com defensava el grup Generació identitària, dissolts l'any 2021.

## Tipologia
El politòleg Thomas Guénolé distingeix quatre tipus de corrents a la família d'extrema dreta francesa : l'extrema dreta poujadiste, l'extrema dreta sobiranista, l'extrema dreta traditionalista i l'extrema dreta racista. Aquestes quatre famílies corresponen respectivament, sota forma radicalitzada, a les famílies de la dreta francesa que són la dreta liberal, la dreta gaullista, la dreta moral i la dreta securitària.

Una altra característica central és l'organicisme, sent la societat concebuda com un ésser viu, qui doncs és animada a defensar-se contra els cossos estrangers susceptibles d'atacar-lo, com ho fan els microbis per un organisme. 
| «                                         | Les extrêmes droites véhiculent une conception organiciste de la communauté qu'elles désirent constituer (que celle-ci repose sur l'ethnie, la nationalité ou la race) ou qu'elles affirment vouloir reconstituer. Cet organicisme implique le rejet de tout universalisme au bénéfice de l'« autophilie » (la valorisation du « nous ») et de l'« altérophobie » (la peur de « l'autre », assigné à une identité essentialisée par un jeu de permutations entre l'ethnique et le culturel, généralement le cultuel). Les extrémistes de droite absolutisent ainsi les différences (entre nations, races, individus, cultures). Ils tendent à mettre les inégalités sur le même plan que les différences…. | » |
| — Collectif, Le FN, un national populisme | |   |

## Grups d'extrema dreta a França

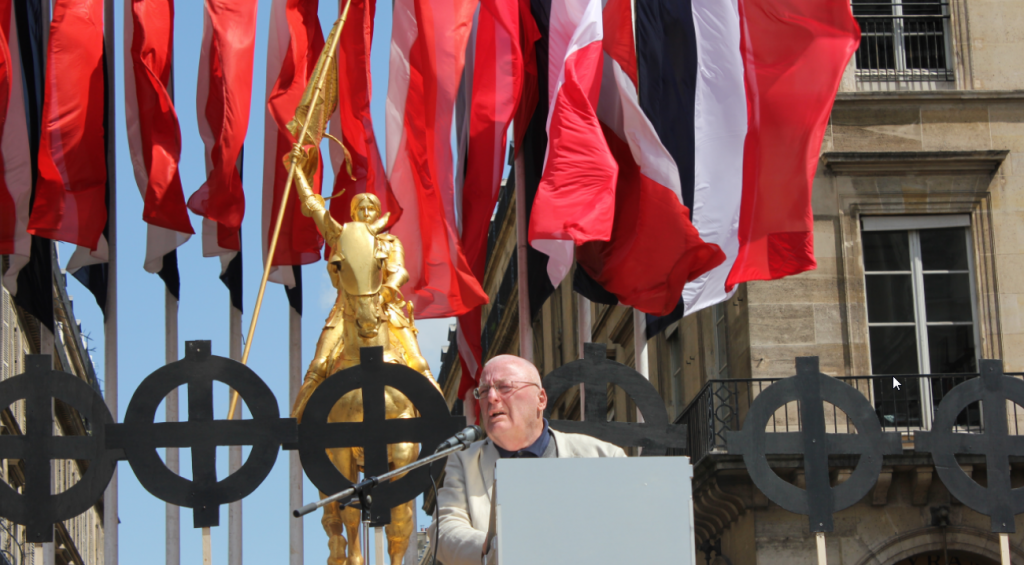
Darrere de Pierre Vial, una cadena de creus cèltiques, símbol utilitzat des de la fi dels anys 1940 per diversos moviments com Jeune Nation o Ordre nouveau.

### Principals organitzacions d'extrema dreta a França existents

#### Identitarismei Nova Dreta
- Les Identitaires (2003)
- GRECE (1968)
- Carrefour de l'Horloge (1974)
- Institut Iliade
- Terre et Peuple (1994)
- Mouvement national républicain (MNR) (1999), escissió del Front Nacional
- Nissa Rebela (2005), moviment proper als Identitaires
- Alsace d'abord (1989) et Jeune Alsace (2006)
- Parti de la France (PdF) (2009), escissió del Front Nacional
- Ligue du Sud (2010), escissió del Front Nacional
- Ligue du Midi (2011)
- Souveraineté, identité et libertés (2011)
- SOS Chrétiens d'Orient (2013)
- Mouvement national-démocrate (2020), successor de Dissidence française
- Asla (2021), issu de Génération identitaire[5]
- Reconquête (2021)

#### Nacionalisme
- Front national (FN) (1972) reanomenat Rassemblement national.
- Parti nationaliste français (PNF) (1983)
- AGRIF (1984)
- Parti national radical (2001)[6]
- Adsav (2000), nationalisme breton
- Les Patriotes (2017), scission du Front national
- Vengeance patriote (2018)
- L'Avenir français (2021)
- Les Localistes (2021)

#### Nacionalisme revolucionari
- Igualtat i Reconciliació (2007)

#### Néofascisme
- Baluard social (2017), successor del GUD, dissolts pel govern l'any 2019 però reapareguts sota una forma descentralitzada

#### Nacional-catolicismei reialisme
- Cristiandat-Solidaritat (1980)
- Renovació francesa (RF) (2005)
- Acció francesa (1898)
- Deus Vult (2015)

#### Catolicisme traditionalista

##### Civitas
Dels grups religiosos intervenen també als debats de societat (llibertat d'expressió a les arts, casament homosexual, etc.). Civitas, també conegut sota el nom de France Jeunesse Civitas o Institut Civitas, és un moviment social i polític francès qui es defineix ell mateix com un « lobby catòlic traditionaliste », un moviment « compromès a la instauració de la Reialesa social del Crist a les nacions i els pobles en general, a França i els francesos en particular ».

#### Feixisme clerical
- Cercle franco-hispà

#### Pétainisme
- Associació per defensar la memòria del mariscal Pétain (ADMP)

#### Neonazisme
- Breizh Atao
- La secció francesa de Truppenkameradschaft IV, grup austro-alemany
- Werwolf[8]

### Principals organitzacions franceses d'extrema dreta desaparegudes

#### Feixisme, neofeixisme
- Le Faisceau (1925-1928)
- Front national ouvrier paysan (1933-1934)
- Solidarité française (1933-1939)
- Parti franciste (1933-1944)
- Parti populaire français (1936-1945)
- Mouvement social révolutionnaire (1940-1944, issu de La Cagoule)
- Rassemblement national populaire (1941-1944)
- Phalange française (1955-1958)

#### Mouvance identitari
- Jove Bretanya (2008-2014)
- Dissidència francesa (2011-2020)
- Generació identitària (2012-2021), dissoute pel govern
- El Alvarium (2017-2021), dissoute pel govern

#### Nacionalisme
- Ligue des patriotes (1882- ?)
- Jeunesses patriotes (1924-1936)
- Jeune Nation (1949-1958)
- Front national des combattants (1957-1958)
- Parti nationaliste (1958-1959)
- Front Algérie française (1960)
- Front national pour l'Algérie française (1960)
- Front nationaliste (1961-?)
- Occident (1964-1968)
- Œuvre française (1968) et Jeunesses nationalistes (2011); dissoutes en 2013
- Ordre nouveau (1969-1973)
- Parti des forces nouvelles (1974-1984)
- Alliance populaire (1992-1995)
- Parti national républicain (1995-1999)

#### Nacionalisme revolucionariiSolidarisme
- Mouvement jeune révolution (1966-1972)
- Groupes action jeunesse (1973-1978)
- Union solidariste (1975-1976)
- Groupes nationalistes révolutionnaires (1976-1978)
- Mouvement nationaliste révolutionnaire (1979-1985) et Jeune Garde (1984-1985)
- Troisième Voie (1985-1992 puis 2010-2013) et Jeunesses nationalistes révolutionnaires (1987-1994 ; 2010-dissoute en 2013)
- Nouvelle Résistance (1991-1996) et Jeune Résistance (1991-1998), devenus Union des cercles résistance (1996-1998), puis Unité radicale (1998-2002)
- Réseau radical (2002-2006 ; scission du précédent)
- Mouvement d'action sociale (2008-2016), créé sous le nom de Pro Patria, il adopte son nom définitif en 2010

#### Nova Dreta iNacionalisme europeu
- Europa-Acció (1963-1967)
- Concentració europea de la llibertat (1966-1969)
- Moviment nacionalista del progrés (1966-?)

#### Nacional-catolicismeiRoyalisme
- Guarda franca
- Associació Sully

#### Neonazisme
- Federació d'acció nacional i europea (1966-1987)
- Partit nacionalista francès i europeu (1987-1999)
- Elsass Korps (?-2005)
- Dreta Socialista/Partit Solidari Français (2008-2009)

#### Poujadisme
- Unió de defensa dels comerciants i artesans (1953-1962)

#### Moviments estudiants
- Federació dels estudiants nacionalistes (1960-1967)
- Grup unió defensa (1968-2017)
- Unió dels estudiants de dreta (1978-1986)
- Renovació estudiant (1990-2000)
- Unió nacional dels estudiants de dreta (1995-1998)
- Concentració estudiant de dreta (2004-2009)

#### Grups armats
- La Cagoule
- Organisation de l'armée secrète
- Commando Delta (1961-1978)
- Groupe d'intervention nationaliste
- Nomad 88 (2008)
- Ordre et justice nouvelle
- Front de libération nationale français (~1978)
- Comité pour l'ordre moral (~1984)
- Honneur de la Police
- Groupe Charles-Martel
- Cellule autonomiste et totalitaire Tiwaz 2882 (2004-2005)
- Justice Pieds-noirs
- Groupe Joachim Peiper (~1976)
- Armée nationale secrète (autre appellation de l'OAS-métro MIII, regroupe des anciens de Jeune Nation)
- Cellule Ordre et Justice (~1980)
- Commandos de France (~1981)
- Commandos de France contre l'invasion maghrébine (~1986)
- Groupe (ou Commando) Hermann Goëring 1973 et 1977
- Groupe Massada ~1989 (proche du PNFE)
- Groupe Odessa 1979
- Organisation autonome des néo-nazis d'action 1976
- Parti fasciste d'action révolutionnaire 1978-1980
- Résistance solidariste 1977
- Sections phalangistes de sécurité 1977
- Action Pieds-noirs
- Comité d'action fasciste 1977
- Front d'action pour la libération des Pays baltes